# June Carter Cash
Valerie June Carter Cash (23. června 1929 – 15. května 2003) byla americká zpěvačka, textařka a herečka. Byla členkou muzikantské rodiny „Carter Family“ a druhou ženou Johnnyho Cashe. Hrála na banjo, kytaru a harmoniku.

## Život
Narodila se jako Valerie June Carter 23. června 1929 v Maces Spring ve státě Virginie, jejími rodiči byli Ezra J. Carter a jeho žena Maybelle Carter z Carter Family. June začala zpívat už ve svých deseti letech, v roce 1939. Měla dvě sestry Helen a Anitu.
Carter Family koncertovala několikrát s Johnnym Cashem v roce 1967, Johnny s June poté nazpíval duet „Jackson“, který byl oceněn cenou Grammy.
V roce 1968 se June, Maybelle, a Ezra Carterovi odstěhovali na měsíc na sídlo Johnnyho Cashe, aby mu pomohli bojovat s drogovou závislostí. 22. ledna Cash požádal June na pódiu o ruku, ta souhlasila a 1. března byli oddáni.
Zemřela 15. května 2003 ve věku sedmdesát tři let, 4 měsíce před Johnnym Cashem.

## Odraz v populární kultuře
V roce 2005 byl natočen životopisný snímek Walk the Line o jejím 3. manželovi Johnny Cashovi, kde její postavu hrála herečka Reese Witherspoonová.

## Diskografie

### Alba
- 1975: Appalachian Pride
- 1999: Press On
- 1999: It's All In The Family (Appalachian Pride & The Children's Album)
- 2003: Wildwood Flower (Album)|Wildwood Flower
- 2003: Louisiana Hayride (Issuing of Previously Recorded Material)
- 2005: Keep On The Sunny Side: June Carter Cash - Her Life In Music
- 2005: Church In The Wildwood: A Treasury Of Appalachian Gospel
- 2005: Ring Of Fire: The Best Of June Carter Cash
- 2006: Early June

### Alba společně Johnnym Cashem
- 1967: Carryin' On With Johnny Cash And June Carter
- 1973: Johnny Cash And His Woman
- 1979: Johnny And June
- 1999: It's All In The Family (Appalachian Pride & The Children's Album)
- 2006: Duets
- 2006: Collections